# Jenő Brandi
Jenő Brandi (Budapest, 23 maggio 1913 – Budapest, 4 dicembre 1980) è stato un pallanuotista ungherese, vincitore di una medaglia d'oro all'olimpiade di Berlino 1936 ed una d'argento a Londra 1948.